# Iwan Morozow (hokeista)
Iwan Dmitrijewicz Morozow, ros. Иван Дмитриевич Морозов (ur. 5 maja 2000 w Wierchniaja Sałda) – rosyjski hokeista, reprezentant Rosji.

## Kariera
- Jugra Chanty-Mansyjsk U16 (2015-2016)
- Jugra Chanty-Mansyjsk U17 (2016-2017)
- Jugra Chanty-Mansyjsk U18 (2016/2017)
- Mamonty Jugry Chanty-Mansyjsk (2017-2018)
- Jugra Chanty-Mansyjsk (2018)
- SKA Sankt Petersburg (2018-2021)
  -  SKA-Niewa (2018-2020, 2021)
  -  SKA-1946 Sankt Petersburg (2018-2020)
  -  SKA-Wariagi (2018/2019)
- HK Soczi (2021-)

Wychowanek Gazowika Tiumeń. Karierę rozwijał w zespołach klubu Jugra Chanty-Mansyjsk, grając w zespołach w rozgrywkach juniorskich MHL i debiutując w seniorskich w KHL. Wiosną 2018 przeszedł do SKA Sankt Petersburg (wraz z nim przetransferowany Kiriłł Marczenko). W styczniu 2020 przedłużył tam kontrakt o dwa lata. Pod koniec grudnia 2021 został przekazany do HK Soczi.
W barwach juniorskich reprezentacji Rosji uczestniczył w turniejach mistrzostw świata do lat 18 w 2018, mistrzostw świata do lat 20 edycji 2019, 2020. W składzie reprezentacji Rosyjskiego Komitetu Olimpijskiego (ang. ROC) brał udział w turnieju MŚ edycji 2021.

## Sukcesy
Reprezentacyjne
- Brązowy medal mistrzostw świata juniorów do lat 20: 2019
- Srebrny medal mistrzostw świata juniorów do lat 20: 2020

Klubowe
- Pierwsze miejsce w Konferencji Wschód w sezonie zasadniczym MHL: 2018 z Mamontami Jugry Chanty-Mansyjsk
- Puchar Jedwabnego Szlaku – pierwsze miejsce w sezonie zasadniczym WHL: 2019 ze SKA-Niewa
- Srebrny medal MHL: 2015, 2017
- Pierwsze miejsce w Konferencji Zachód w sezonie zasadniczym MHL: 2017, 2019 ze SKA-1946 Sankt Petersburg
- Pierwsze miejsce w sezonie zasadniczym MHL: 2019 ze SKA-1946 Sankt Petersburg
- Brązowy medal MHL: 2019 ze SKA-1946 Sankt Petersburg
- Pierwsze miejsce w Dywizji Bobrowa w sezonie regularnym: 2018, 2019, 2020, 2021 ze SKA Sankt Petersburg
- Srebrny medal mistrzostw Rosji: 2020 (uznaniowo) ze SKA Sankt Petersburg

Indywidualne
- KHL (2018/2019):
  - Mecz Gwiazd MHL
  - Pierwsze miejsce w klasyfikacji asystentów w fazie play-off: 9 asyst[4]
  - Czwarte miejsce w klasyfikacji kanandyjskiej w fazie play-off: 12 punktów[5]
- KHL (2019/2020):
  - Najlepszy pierwszoroczniak miesiąca: styczeń 2020[6]